# Super Bowl LIV
Super Bowl LIV je bio završna utakmica 100. po redu sezone nacionalne lige američkog nogometa. U njoj su se sastali pobjednici AFC konferencije Kansas City Chiefsi i pobjednici NFC konferencije San Francisco 49ersi. Pobijedili su Chiefsi rezultatom 31:20, te tako osvojili svoj drugi naslov prvaka, prvi nakon spajanja NFL i AFL lige.
Utakmica je odigrana na Hard Rock Stadiumu u Miami Gardensu na Floridi, kojem je to bilo šesto domaćinstvo Super Bowla (prvo nakon Super Bowla XLIV 2010. godine).

## Tijek utakmice
| Četvrtina | Vrijeme | Momčad | Informacija o promjeni rezultata                                                    | Rezultat | Rezultat |
| Četvrtina | Vrijeme | Momčad | Informacija o promjeni rezultata                                                    | Chiefs   | 49ers    |
| --------- | ------- | ------ | ----------------------------------------------------------------------------------- | -------- | -------- |
| 1         | 7:57    | SF     | field goal (Gould)                                                                  | 0        | 3        |
| 1         | 0:31    | KC     | touchdown probijanjem (Mahomes), uspješan pokušaj za dodatni poen (Butker)          | 7        | 3        |
| 2         | 9:32    | KC     | field goal (Butker)                                                                 | 10       | 3        |
| 2         | 5:05    | SF     | touchdown dodavanjem (Garoppolo-Juszczyk), uspješan pokušaj za dodatni poen (Gould) | 10       | 10       |
| 3         | 9:29    | SF     | field goal (Gould)                                                                  | 10       | 13       |
| 3         | 2:35    | SF     | touchdown probijanjem (Mostert), uspješan pokušaj za dodatni poen (Gould)           | 10       | 20       |
| 4         | 6:13    | KC     | touchdown dodavanjem (Mahomes-Kelce), uspješan pokušaj za dodatni poen (Butker)     | 17       | 20       |
| 4         | 2:44    | KC     | touchdown dodavanjem (Mahomes-Williams), uspješan pokušaj za dodatni poen (Butker)  | 24       | 20       |
| 4         | 1:12    | KC     | touchdown probijanjem (Williams), uspješan pokušaj za dodatni poen (Butker)         | 31       | 20       |

## Statistika utakmice

### Statistika po momčadima
| Statistika                                                      | Kansas City Chiefs | San Francisco 49ers |
| --------------------------------------------------------------- | ------------------ | ------------------- |
| Prvih pokušaja                                                  | 26                 | 21                  |
| Ukupno osvojenih jardi                                          | 397                | 351                 |
| Broj napada probijanjem                                         | 29                 | 22                  |
| Ukupno jardi osvojenih probijanjem                              | 129                | 141                 |
| Broj napada s kompletiranim dodavanjem/ukupno napada dodavanjem | 26/42              | 20/31               |
| Ukupno jardi osvojenih dodavanjem                               | 268                | 210                 |
| Izgubljenih lopti                                               | 2                  | 2                   |
| Prekršaji (izgubljenih jardi)                                   | 4 (24)             | 5 (45)              |
| Vrijeme posjeda lopte (min:s)                                   | 33:13              | 26:47               |

### Statistika po igračima
| Quarterback          | Dodavanja* | Yds** | TD*** | Int**** |
| -------------------- | ---------- | ----- | ----- | ------- |
| Patrick Mahomes (KC) | 26/42      | 286   | 2     | 2       |
| Jimmy Garoppolo (SF) | 20/31      | 219   | 1     | 2       |

#### Najviše jardi probijanja
| Igrač                | Pokušaja* | Yds** | TD*** |
| -------------------- | --------- | ----- | ----- |
| Damien Williams (KC) | 17        | 104   | 1     |
| Raheem Mostert (SF)  | 12        | 58    | 1     |

#### Najviše uhvaćenih jardi dodavanja
| Igrač                | Dodavanja* | Yds** | TD*** |
| -------------------- | ---------- | ----- | ----- |
| Tyreek Hill (KC)     | 9/16       | 105   | 0     |
| Kendrick Bourne (SF) | 2/4        | 42    | 0     |

Napomena: * - broj kompletiranih dodavanja/ukupno dodavanja, ** - ukupno jardi dodavanja, *** - broj touchdownova (polaganja), **** - broj izgubljenih lopti